# 竹峪乡
竹峪乡是中国陕西省西安市周至县下辖的一个乡。

## 行政区划
竹峪乡下辖以下行政区：
岭梅村、解家沟村、渠头村、苍峪村、谭家寨村、北西沟村、南西沟村、塔庙村、金盆村、东寨村、泥峪河村、柴黄村、西岭村、中军岭村、兰梅塬村、朱曹寨村、西裕村、东大墙村、凤凰岭村、鸭沟村、丹阳村、张龙村、民主村